# Frank Clement
Frank Clement (né le 15 juin 1888, décédé le 15 février 1970) est un pilote de courses automobiles anglais. 

## Biographie
Il commence la compétition automobile en 1922, au RAC Tourist Trophy, se classant deuxième sur Bentley 3 Litre.
Avec John Duff, il remporte les 24 Heures du Mans 1924. 
Il participe huit fois aux 24 Heures du Mans (de 1923 à 1930), signant le meilleur tour en 1923 et en 1927.
En 1927 il se classe troisième des 6 Heures de Brooklands, et il remporte les 24 Heures de Paris avec George Duller à Montlhéry avec la Bentley 3 Litre.
Il est aussi vainqueur des 500 miles de Brooklands en 1929 avec Barclay, et des 2x12 Heures de Brooklands en 1930 avec Woolf Barnato sur Bentley Speed Six.
Après que Bentley eut décidé de ne plus participer aux 24 Heures du Mans (après 1930), Frank Clement arrête sa carrière de pilote. Il a alors disputé un total de 17 courses durant huit années.

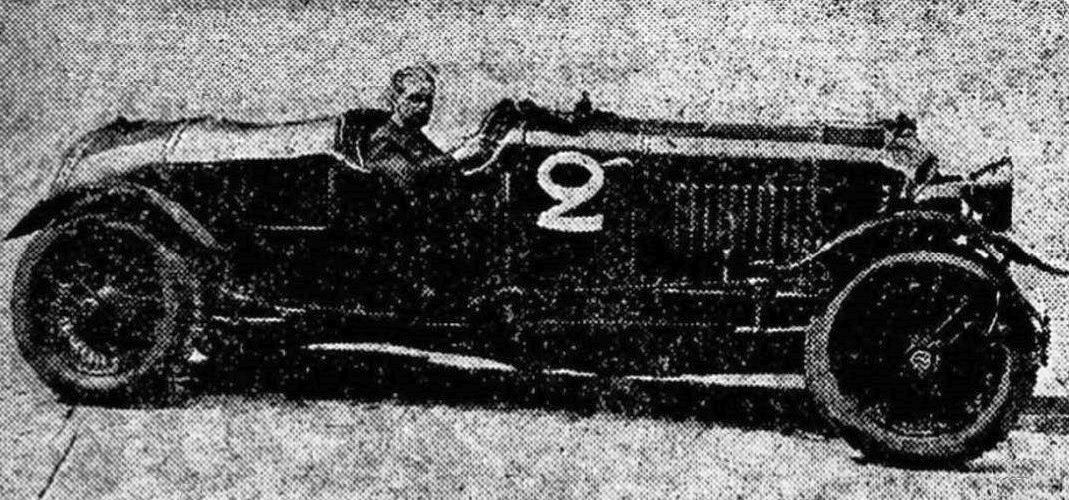
Bentley 4½ Litre numéro 2 de Benjafeld et Clement aux 24 Heures du Mans 1928.
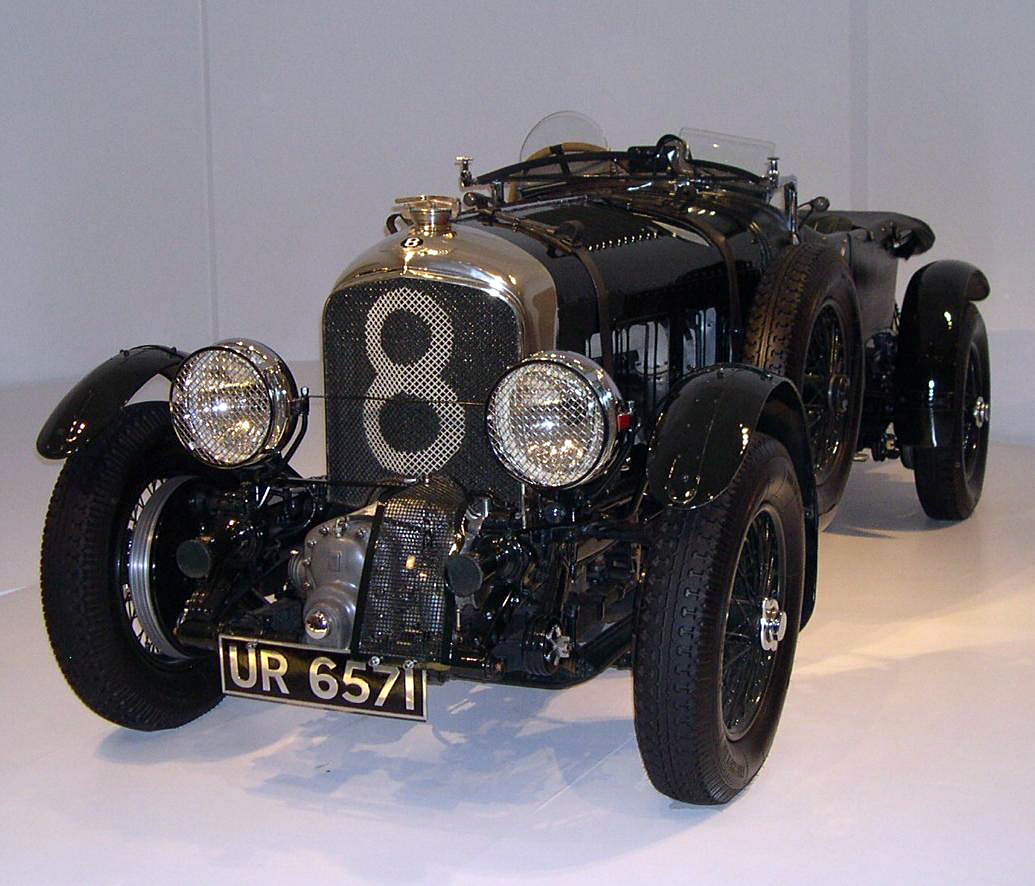
La Bentley 4½ Litre de Clement et Chassagne, quatrième des 24 Heures du Mans 1929;
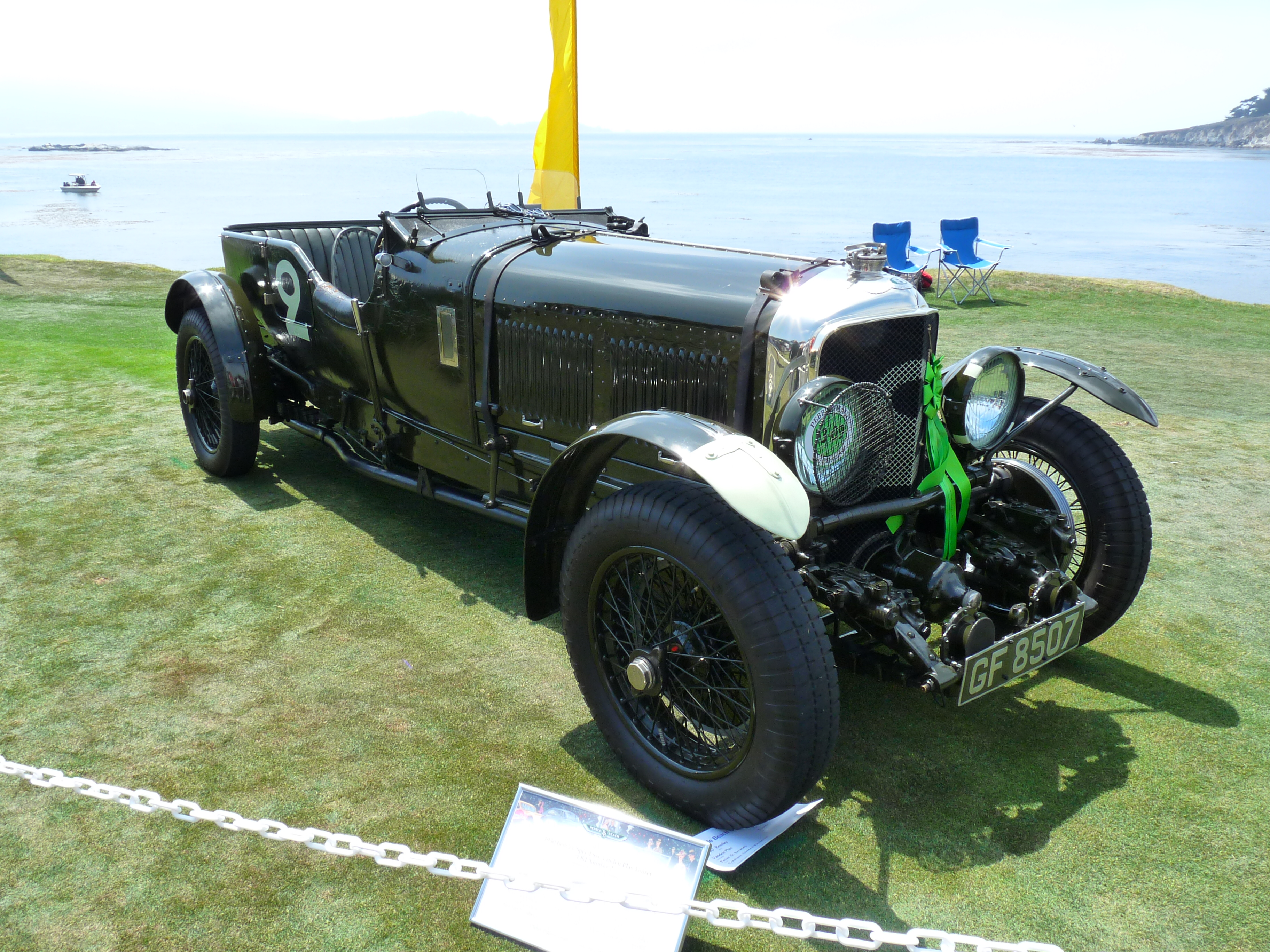
La Bentley Speed Six dite "Old Number 2" de Clement et Watney, seconde en 1930.

## Résultats complets aux 24 Heures du Mans
| Année | Écurie              | Voiture                     | Équipier           | Classement              |
| ----- | ------------------- | --------------------------- | ------------------ | ----------------------- |
| 1923  | John F. Duff        | Bentley 3 Litre Sport       | Capt. John F. Duff | 4e                      |
| 1924  | Duff & Adlington    | Bentley 3 Litre             | Capt. John F. Duff | Vainqueur               |
| 1925  | Bentley Motors Ltd. | Bentley 3 Litre             | Capt. John F. Duff | Abandon (Mécanique)     |
| 1926  | Bentley Motors Ltd. | Bentley 3 Litre Speed Model | George Duller      | Abandon (Mécanique)     |
| 1927  | Bentley Motors Ltd. | Bentley 4½ Litre            | Leslie Callingham  | Abandon (Accident)      |
| 1928  | Bentley Motors Ltd. | Bentley 4½ Litre            | Dudley Benjafield  | Abandon (Casse châssis) |
| 1929  | Bentley Motors Ltd. | Bentley 4½ Litre            | Jean Chassagne     | 4e                      |
| 1930  | Bentley Motors Ltd. | Bentley Speed Six           | Richard Watney     | 2e                      |